# Khas

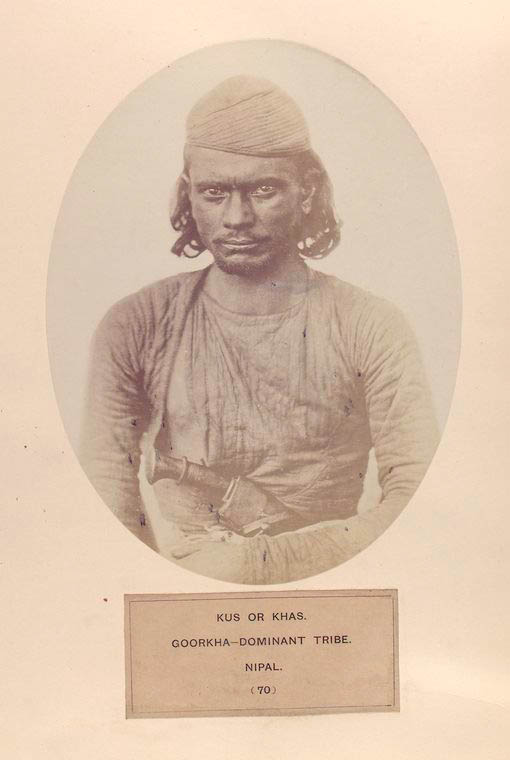
Khas man of Nepal, as depicted in The People of India (1868-1875)

La gente de Khas (en nepalí: खस) es un grupo etno-lingüístico indo-ario que habla Khas (nepalí), actualmente idioma de Nepal, y Kumaon y Garhwal de India. También eran conocidos como 'Parbattias' y 'Paharis'. El término Khas ha quedado obsoleto.

## Historia
Han sido relacionados con Khasas, mencionados en la antigua literatura hindú, así como con el reino Khas Malla medieval. Tradicionalmente, la gente Khas se dividía en Khas Brahmins y Khas Kshatriya (también llamado Khas Rajputs). Debido al poder político del reino de Khas Malla, la gente de Khas tenía un alto estatus social.

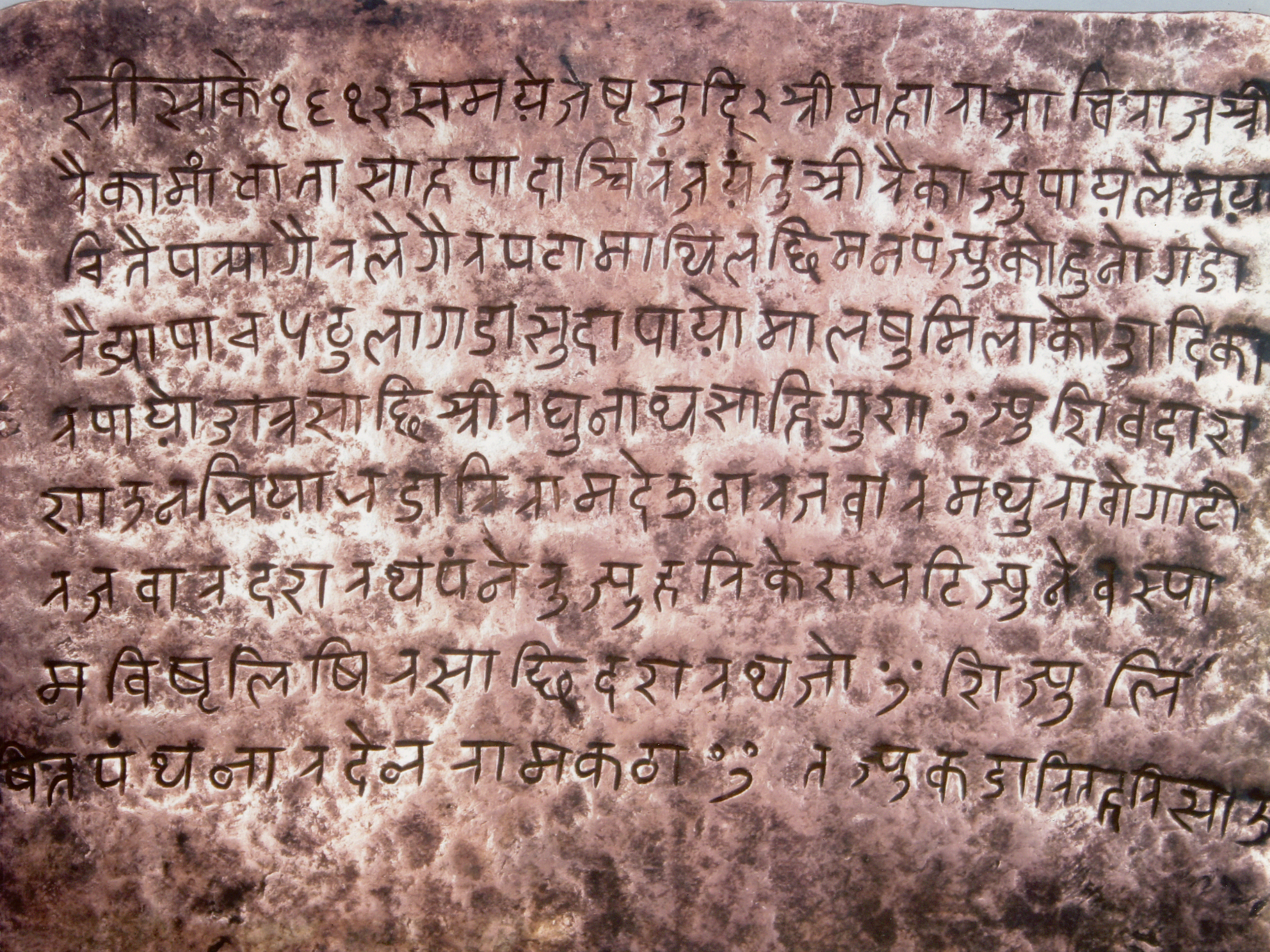
Copper Inscription by King of Doti, Raika Mandhata Shahi at Saka Era 1612 (शाके १६१२) (or 1747 Bikram Samvat) in language of Khas Kingdom, the old Khas Idioma

Hasta el siglo XIX, los Gorkhalis se referían a su país como Khas Desh (País de Khas). El Código de Conducta Legal de 1854 ya no se refería a Khas como nación, en lugar de jat (o comunidad) en el Reino Gorkha.

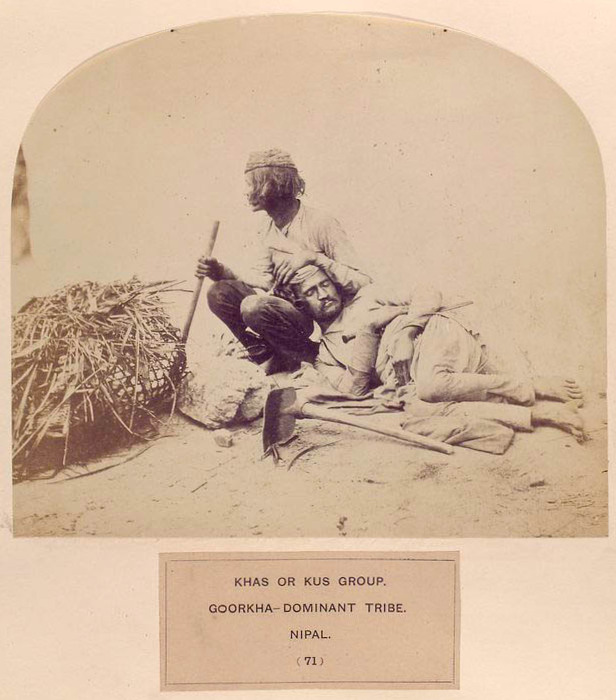
Khas people of Nepal, as depicted in The People of India (1868-1875)
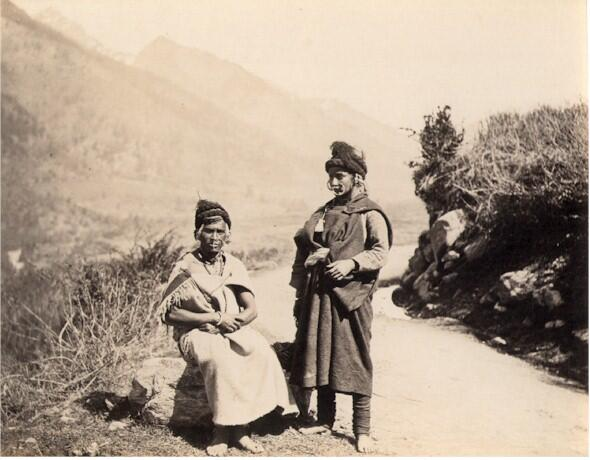
Khas women, photographed in 1880
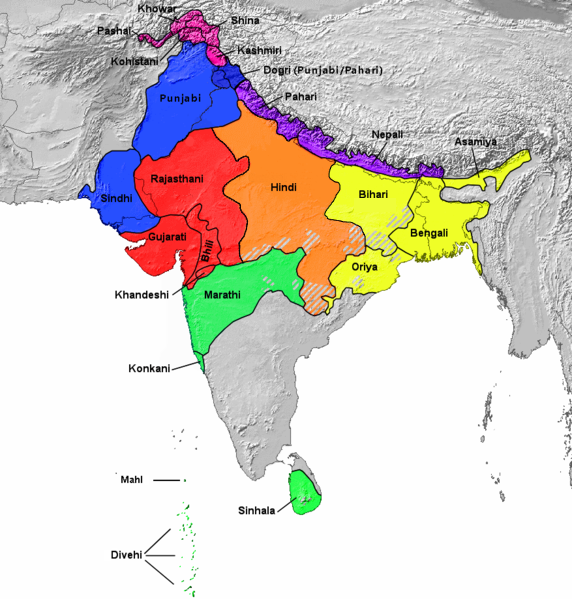
Khas language, shown as a Northern Indo-Aryan language "Nepali" (in purple color)

## Actualmente
Actualmente, la gente de Khas se refiere como a si misma como Khas Bahun y Khas Chhetri (también Khas Rajput). En la región de Kumaon de la India, la gente de Khas adoptó la designación de Kumaoni Jimdar Rajput.

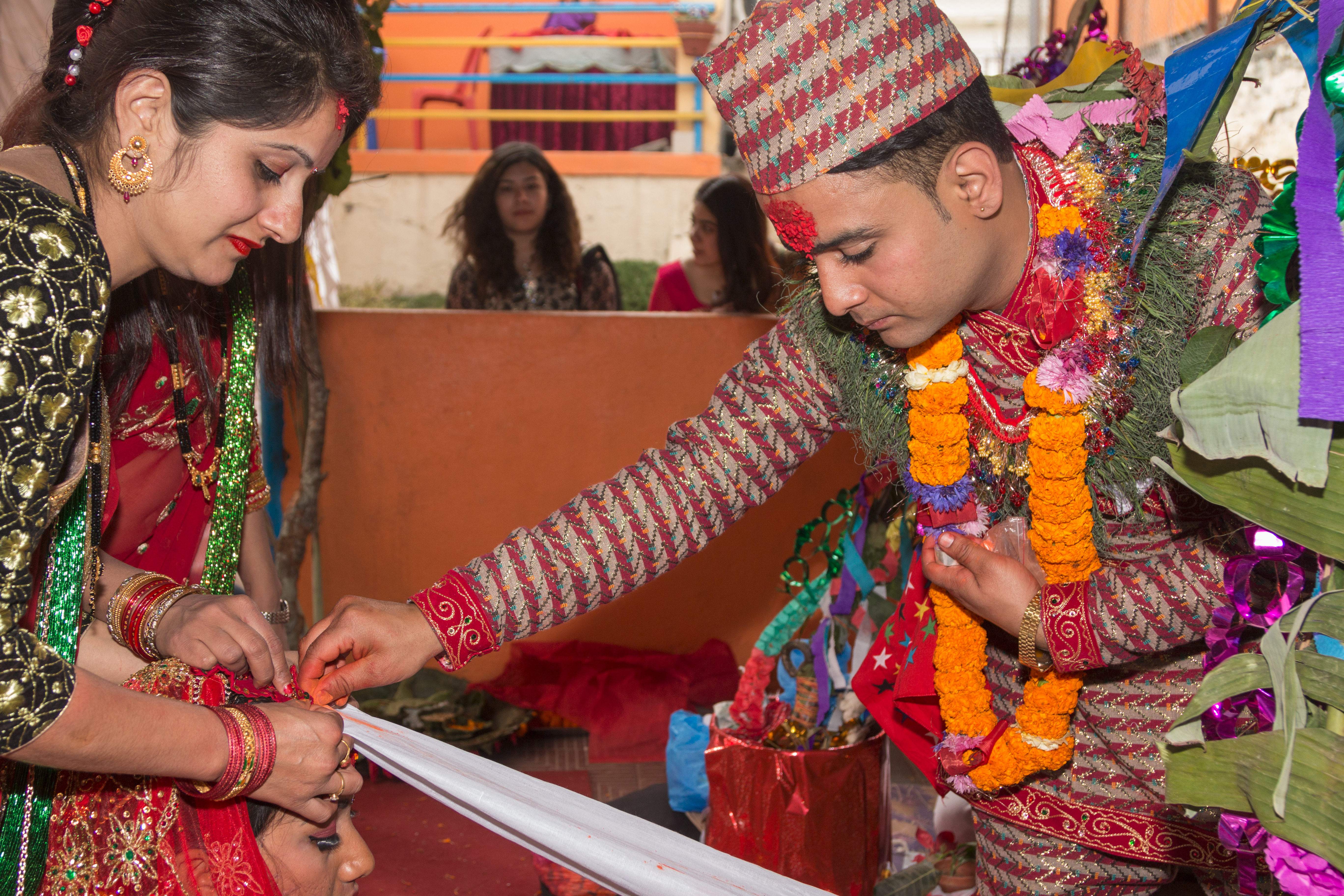
Procession of Nepali Hindu Wedding; groom wears Dhaka dress used only by Khas Parbattia community
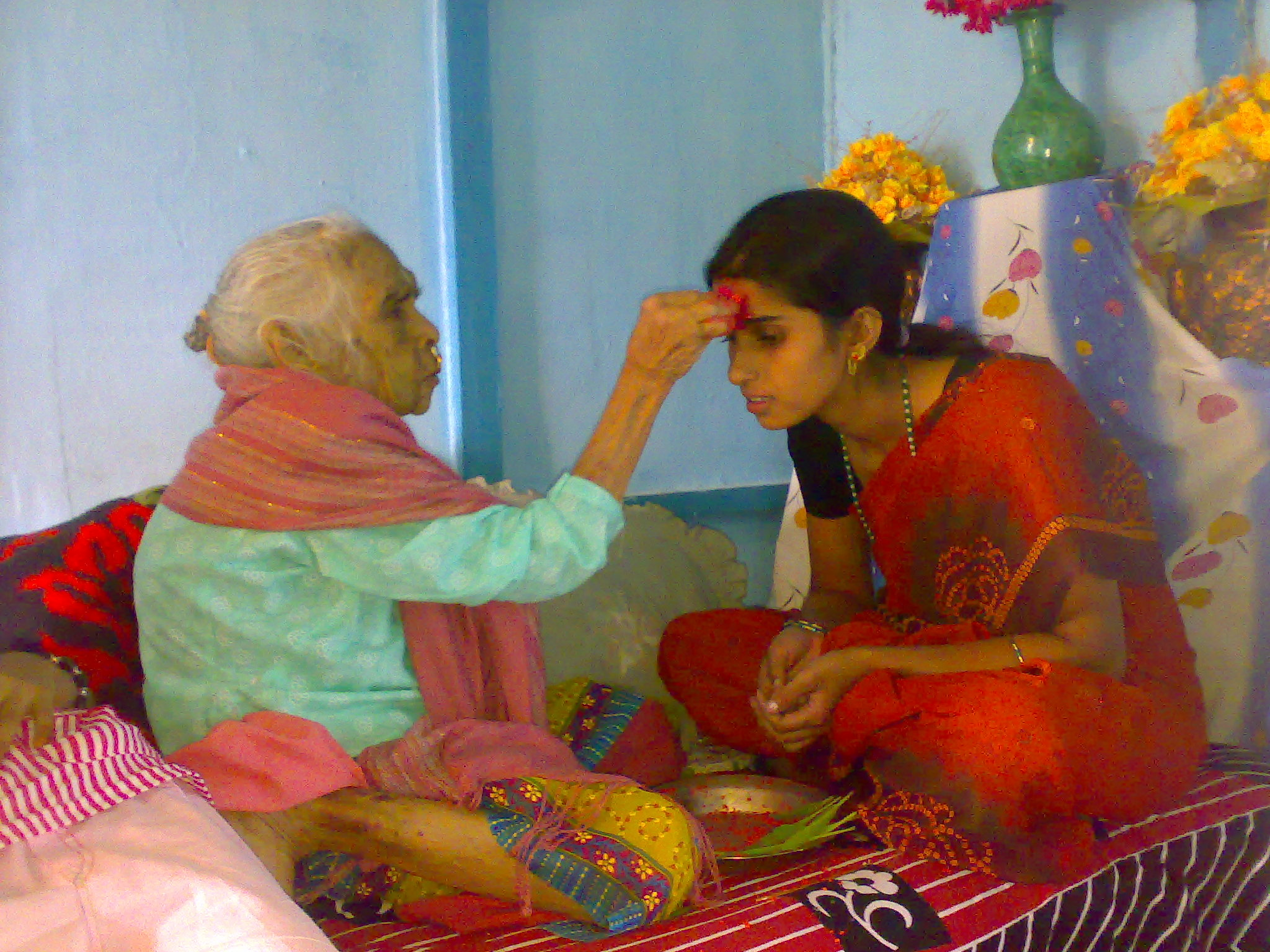
Senior offering Dashain Tika; a feature of Khas Parbattia community
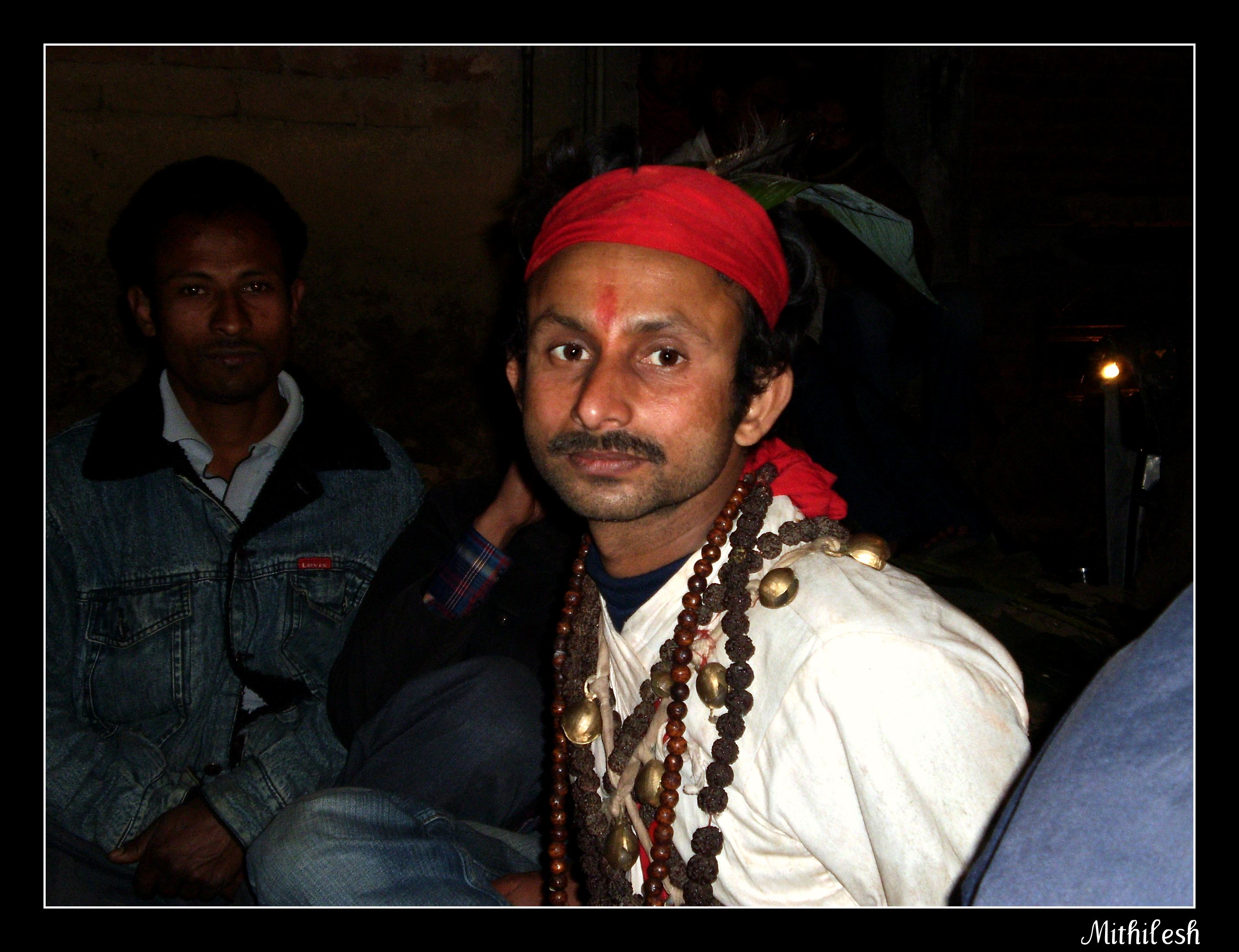
Jhakri, a shamanistic practice evident in modern Khas people in Darjeeling, India